# نابليون ديناميت
نابليون ديناميت هو فيلم كوميدي أمريكي صدر عام 2004 من إنتاج جيريمي كون وكريس وايت وشون كوفيل، ومن تأليف جاريد وجيروشا هيس وإخراج جاريد هيس. يؤدي بطولة الفيلم جون هيدر في دور شخصية طالب في المدرسة الثانوية يتعامل مع العديد من المعضلات: إقامة صداقة مع مهاجر يريد أن يكون رئيسًا للفصل، ومتابعة قصة حب مع زميلة، والعيش مع أسرته الغريبة. بلغ إجمالي الإيرادات للفيلم في جميع أنحاء العالم 46,122,713 دولارًا.